# 双江镇 (东源县)
双江镇，是中华人民共和国广东省河源市东源县下辖的一个乡镇级行政单位。

## 行政区划
双江镇下辖以下地区：
双江社区、寨下村、寨子村、增坑村、高波村、黄陂村、兰溪村、桥联村、桥头村、双江村、新田村和下林村。